# Lyndsey Fry
Pour les articles homonymes, voir Fry.
Lyndsey Fry (née le 30 octobre 1992 à Chandler, en Arizona) est une joueuse américaine de hockey sur glace  qui joue dans la sélection nationale féminine en tant qu'attaquante. Elle remporte un titre olympique, une médaille d'argent aux Jeux olympiques de Sotchi en 2014. 

## Statistiques

### En club
| Saison      | Équipe            | Ligue       |     | Saison régulière | Saison régulière | Saison régulière | Saison régulière | Saison régulière |   | Séries éliminatoires | Séries éliminatoires | Séries éliminatoires | Séries éliminatoires | Séries éliminatoires |
| Saison      | Équipe            | Ligue       | PJ  | B                | A                | Pts              | Pun              | PJ               | B | A                    | Pts                  | Pun                  |                      |                      |
| 2010-2011   | Crimson d'Harvard | NCAA        | 26  | 6                | 5                | 11               | 12               |                  |   |                      |                      |                      |                      |                      |
| 2011-2012   | Crimson d'Harvard | NCAA        | 30  | 22               | 20               | 42               | 24               |                  |   |                      |                      |                      |                      |                      |
| 2012-2013   | Crimson d'Harvard | NCAA        | 33  | 16               | 20               | 36               | 8                |                  |   |                      |                      |                      |                      |                      |
| 2014-2015   | Crimson d'Harvard | NCAA        | 36  | 6                | 13               | 19               | 18               |                  |   |                      |                      |                      |                      |                      |
| Totaux NCAA | Totaux NCAA       | Totaux NCAA | 125 | 50               | 58               | 108              | 62               | -                | - | -                    | -                    | -                    |                      |                      |

### Au niveau international
| Année | Équipe              | Compétition                   |   | PJ | B | A | Pts | Pun               |  | Résultat |
| 2009  | États-Unis - 18 ans | Championnat du monde - 18 ans | 5 | 4  | 1 | 5 | 0   | Médaille d'or     |  |          |
| 2010  | États-Unis - 18 ans | Championnat du monde - 18 ans | 5 | 3  | 1 | 4 | 4   | Médaille d'argent |  |          |
| 2013  | États-Unis          | Championnat du monde          | 4 | 0  | 0 | 0 | 0   | Médaille d'or     |  |          |
| 2014  | États-Unis          | Jeux olympiques               | 5 | 0  | 0 | 0 | 0   | Médaille d'argent |  |          |